# 黎巴嫩人
黎巴嫩人（阿拉伯语： / ALA-LC: ash-shaʻb al-Lubnānī  黎巴嫩[eʃˈʃaʕeb ellɪbˈneːne]）指起源於黎巴嫩并居住在這一地區的族群，其宗教信仰涵蓋了伊斯蘭教什葉派（27%）、遜尼派（27%）、德魯兹派（5%），以及基督教馬龍尼禮教會（21%）、希臘正教會（8%）、默基特教會（5%）與新教（1%）。海外黎巴嫩族群也廣泛存在於北美洲、南美洲、歐洲、澳洲和非洲。「黎巴嫩人」一詞也可以指現代黎巴嫩建國之前居住於黎巴嫩山與前黎巴嫩山一代的族裔。
由於各個教派之間的人數比例在該國屬於政治敏感内容，黎巴嫩自1932年的法國托管時期至今沒有進行過任何官方的、種族背景相關的人口普查。故此，對黎巴嫩社會進行準確的人口分析并非易事。海外黎巴嫩人分佈最多的地區可能是被指有著五百八十萬至七百萬黎巴嫩裔人口的巴西，但這一數字可能存誇大嫌疑，因爲巴西地理與統計研究所給出的數據顯示該國具有中東血統之國民不超過一百萬。黎巴嫩人的在世界各地的遷居乃至永久定居自古以來便頗爲常見，在最近兩個世紀内尤甚。
儘管黎巴嫩基督徒的大量遷出導致其在該國的多數族裔地位逐步消退，這一群體在今天仍舊代表著黎巴嫩最大的宗教派別之一，同時其也在海外黎巴嫩人中占據多數。
黎巴嫩人也是西非地區最大的外國貿易商和買辦族群。

## 外部連結
- .   [24 July 2008]. （原始内容存档于15 January 2009）., Hamline University, 2002